# Sebastian Maas
Sebastian Maas (* 2. Januar 1990) ist ein deutscher Handballspieler.
Im Jahr 2006 wurde der damals in Magdeburg lebende Sebastian Maas Schülerweltmeister. Bis 2008 spielte der 1,82 Meter große Maas für die A-Jugendmannschaft des SC Magdeburg und wechselte im selben Jahr zum Wilhelmshavener HV, für den er seitdem in der zweiten Handballbundesliga und der 3. Liga Nord-West spielt. 2020 erlitt Maas einen Kreuzbandriss.
2006 durfte Maas sich in Anerkennung seines sportlichen Erfolgs als Schülerweltmeister in das Goldene Buch der Stadt Magdeburg eintragen.